# 草彅剛
草彅剛（1974年7月9日—），是日本男歌手、男演員，已解散的日本偶像組合SMAP的前成員。身高170cm。出生於愛媛縣西予市，埼玉縣春日部市成長。
草彅剛通曉韓語，並以韓語藝名（韓語漢字音）活躍於韓國演藝界。因SMAP组合于2016年12月31日解散而以个人身份进行活动。 2017年9月8日正式与杰尼斯事务所解约。 2017年9月22日，宣佈與新經紀公司CULEN Inc.簽約，并開設個人全新官網。2021年，憑《午夜天鵝》奪得第44屆日本電影學院獎最佳男主角，是首位離開杰尼斯事务所後獲得此項殊榮的男藝人。

## 經歷
- 1974年在愛媛縣西予市出生，2歲以後在埼玉縣長大。
- 小學時曾任體操隊的隊長，擅長的運動也是體操。
- 1987年，國中1年級的時候進入傑尼斯事務所，和他一起參加的朋友沒被選上。
- 1987年秋天，被選為偶像團體溜冰男孩的成員。
- 曾與木村拓哉一同入選為偶像團體茶々隊的成員。
- 1988年4月、從溜冰男孩之中被選為偶像團體SMAP 的成員。
- 從茶々隊之中被選為偶像團體CHA-CHA（日语：CHA-CHA）的成員，但在CHA-CHA發售CD《Beginning》的前一刻退出CHA-CHA。
- 1993年2月，就讀堀越高等學校，每天從家中上學，3年間沒有遲到或缺席，以全勤獎畢業。當時，堀越會從全科目中選出一位學業優秀、品行端正的畢業生，並頒予「堀越賞」。草彅是堀越第一位以藝能科畢業而獲得堀越賞的學生。之後至今亦只有聲優歌手水樹奈奈以藝能科畢業獲得此獎。
- 1999年起連續5年獲得Best Jeanist（日语：ベストジーニスト），繼而進入殿堂。
- 2009年4月23日清晨約3時，因在東京赤坂檜町公園全裸而被警方以公然猥褻罪名逮捕。停止演藝活動一個多月後，於同年5月28日復出。
- 2016年1月13日，日刊體育報導，出道25年的SMAP確定將解散，除了木村拓哉續留傑尼斯事務所，其他4位成員中居正廣、稻垣吾郎、草彅剛、香取慎吾將隨培育他們的女性主管離開，惟此事事務所方面並未證實[5]。同月18日，SMAP全員於節目《SMAP×SMAP》以現場直播方式公開鞠躬道歉，表示對於造成騷動感到很抱歉，並感謝粉絲的支持，稱今後也請多多指教。[6]
- 2016年12月31日，SMAP正式解散。
- 2017年9月9日，稲垣吾郎、香取慎吾、草彅剛於尊尼事務所退所。同年9月22日稲垣、香取、草彅三人共同開設官方粉絲網站，取名為「全新地圖(日文為:新しい地図)」，網站上刊登3人的訊息以及加入粉絲俱樂部的方法等。10月16日正式啟用，同時宣佈三人加入新事務所「CULEN」。
- 2017年11月，透過網路電視台 Abema TV，於11月2日晚間9時至11月5日晚間9時進行長達 72 小時的直播節目――《72小時真心話電視》。
- 2020年12月30日，宣布和圈外女友結婚，同日入籍。

## 演出

### 電影
- ／ 足球風雲（1994年）飾 神谷篤司
- ／ 安妮的日記（1995年）飾 彼得（配音）
- 東京快遞（日语：メッセンジャー (映画)） ／ MESSENGER（1999年）飾 鈴木宏法
- ／ 黃泉歸來（2003年）飾 川田平太（主演）
- ／ HOTEL VENUS（2004年）飾 CHONAN KAN（主演）
- （2004年）
- （2004年）飾 甲賀忍者SARARIMAN
- ／ 機器人歷險記（2005年）飾 洛尼（配音）
- ／ 日本沉沒（2006年）飾 小野寺俊夫（主演）
- （2006年韓國電影）飾 日本語教師
- ／ 木偶迷城（2007年）飾 Hal（配音）
- （2007年）飾 偽沙悟浄
- ／ 山中的你〜德市之戀〜（2008年）飾 德市（主演）
- ／ 我想成為貝殼（2008年）飾 大西三郎
- ／ BALLAD 無名的戀曲（2009年）飾 井尻又兵衛（主演）
- ／ 我與妻子的1778個故事（2011年）飾 牧村朔太郎（主演）
- ／ 搵鬼打官司（2011年）
- 只為了你（2012年）
- ／ 中学生圆山 初中生自舔夢 Maruyama, the Middle Schooler（2013年）（主演）
- ／ Makuko（2019年）飾演 南雲光一
- ／ 颱風家族（2019年）飾 鈴木小鐵（主演）
- ／ 午夜天鵝（2020年）飾 凪沙（主演）
- ／ 追海豚的長崎夏日（2022年）飾 久田孝明（現代）
- ／ 棋盤斬（2024年）飾 柳田格之進（主演）

### 電視劇
- （1988年10月12日 - 1989年3月29日）TX 飾 草彅剛
- （1989年10月10日 - 12月26日）TBS 飾 服部
- 無家可歸的小孩2（1995年4月15日 - 7月8日）NTV 飾 黒岩剛
- ／ 戀愛夢想家（1995年10月16日 - 12月18日）CX 飾 落合博
- ／ 我們結婚吧（1996年4月11日 - 1996年6月27日）TBS 飾 杉村純也
- ／ 美味關係（1996年10月14日 - 12月16日）CX 飾 木村和馬
- ／ 理想與友情（1997年1月3日）CX 飾 溝口悦郎（主演）
- ／ 沙粧妙子-歸來的問候（1997年3月25日）CX 飾 百合岡貞嗣
- ／ 一個好人（1997年4月15日 - 6月24日）KTV 飾 北野優二（主演）
- ／ 世界奇妙物語 秋季特別篇「無辜的男人」（1997年10月6日）CX 飾 川島一郎（主演）
- （1997年10月15日 - 12月17日）CX 飾 星野一朗（主演）
- ／ 老師不知道嗎？（1998年4月10日 - 6月26日）TBS 飾 木下優作（主演）
- ／ 陣平（1998年10月12日 - 12月21日）CX 飾 寺西真
- 古畑任三郎vsSMAP（1999年1月3日）CX 飾 草彅剛
- ／ TEAM團隊（1999年10月13日 - 12月22日、2000年11月3日/SP1・2001年10月1日/SP2・2002年9月20日/SP3）CX 飾 風見勇助（主演）
- ／ 世界奇妙物語 春季特別篇「有槍的男人」（2000年3月27日）CX 飾 田中太郎（主演）
- ／ 冠軍大胃王（2000年7月1日 - 9月16日、2001年4月1日/SP1・9月29日/SP2）NTV 飾 井原滿（主演）
- ／ 世界奇妙物語 SMAP特別篇「第十三位客人」（2001年1月1日）CX 飾 本田謙一郎（主演）
- ／ 愛上大明星（2001年10月11日 - 12月20日）CX 飾 中田草介（主演）
- ／ 我的生存之道（2003年1月7日 - 3月18日）KTV 飾 中村秀雄（主演）
- （2003年12月27日）CX 飾 豐臣秀吉（主演）
- ／ 我和她和她的生存之道（2004年1月6日 - 3月23日）KTV 飾 小柳徹朗（主演）
- （2004年11月21日）NHK 飾 榎本武揚
- （2004年11月27日））CX 飾 陳昌鉉（主演）
- （2004年12月28日）CX 飾 德川綱吉（主演）
- 墮入愛海〜我成功的秘密〜（2005年4月14日 - 6月3日）CX 飾 鈴木島男（主演）
- ／ 凝視愛與死（2006年3月18日・19日）EX 飾 河野實（主演）
- ／ 我的人生路（2006年10月10日 - 12月19日）KTV 飾 大竹輝明（主演）
- 佐佐木之戰（特別出演）（2008年1月20日 - 27日）TBS 飾 律師
- 我的野蠻女友（2008年4月20日 - 6月29日）TBS 飾 眞崎三朗（主演）
- ／ 俠義看護（2009年7月9日 - 9月17日）CX 飾 翼彥一（主演）
- 富士電視台60周年紀念劇 ／99年的愛（2010年11月3日 - 7日）TBS 飾 平松長吉、平松一郎（主演）
- ／ 冬日櫻花（2011年1月 - 3月20日）TBS 飾 稻葉祐（主演）
- ／ 37歲成為醫生的我〜實習醫生的純情故事〜（2012年4月10日 - 6月19日） - KTV 飾 紺野祐太
- ／ 世界奇妙物語秋季特別篇「仇恨病毒」（2012年10月6日）CX 飾 サエキ マコト （主演）
- / Specialist （2013年5月18日/第二部 2014年3月8日/第三部 2015年2月28日/第四部 2015年12月12日/电视剧版 2016年1月--） - EX 饰 宅間善人（主演）
- （どくしんきぞく）／ 獨身貴族（日语：独身貴族）（2013年10月10日 - 12月19日） - CX 飾 星野守
- 錢的戰爭（2015年1月6日 - 3月17日） - CX/KTV 飾 白石富生（主演）
- 謊言戰爭（2017年1月10日 - 3月14日） - CX/KTV 飾 一之瀨浩一（主演）
- 直衝青天（2021年2月14日 - 12月26日） - NHK 飾 德川慶喜
- 配角人生（日语：拾われた男 LOST MAN FOUND）（2022年6月26日 - 8月28日） - NHK 飾 松戶武志
- 陷阱戰爭（2023年1月16日 - 3月27日） - CX/KTV 飾 鷲津亨（主演）
- 布基烏基（2023年10月2日 - ）- NHK 飾 羽鳥善一
- ／ 世界奇妙物語秋季特別篇「永遠的二人」（2023年11月11日）CX 飾 坂本一（主演）
- Deaf Voice 法庭的手語翻譯員（2023年12月16日・23日）- NHK/NHK BS4K 飾 荒井尚人（主演）
- 日本第一的爛男人 ※我的假家人們 第1話（友情出演）（2025年1月9日） - CX 飾 鷲津亨

### 動畫
- ／ 緞帶魔法姬（1992年10月 - 1993年12月）飾 支倉浩一

### 綜藝節目
- SMAP×SMAP （富士電視台及關西電視台共同制作）
- （朝日電視台）
- 森田一義時間 笑一笑又何妨！（富士電視台）
- 我們的音樂 Our Music（富士電視台）
- （富士電視台）

### 料理節目
- 料理東西軍（讀賣電視台）固定來賓

### 電台節目
- おはようSMAP（日语：おはようSMAP）（TOKYO FM）
- STOP THE SMAP（文化放送）
- SMAP POWER SPLASH（日语：SMAP POWER SPLASH）（bayfm）

## 外部連結
- 草彅剛的X（前Twitter）